# Christoph Carl Ludwig von Pfeil
Christoph (eller Christian) Carl Ludwig von Pfeil, född den 20 januari 1712, död den 14 februari 1784, var en tysk psalmförfattare. 
von Pfeil var geheimeråd och minister i Stuttgart. Han finns bland annat representerad i Den svenska psalmboken 1986 med originaltexten till ett verk (nr 294).

## Psalmer
- Välsigna, Herre, alla dem (1986 nr 294) skriven 1746